# Étienne de Garlande
Étienne de Garlande, Stefan z Garlande (ok. 1070 – 14 stycznia 1150) – biskup Beauvais, kanclerz Francji w l. 1118–1127 i 1132–1137. Syn Guillaume'a de Garlande, seniora Garlande, Livry-Gargan i Gournay-sur-Marne.